# Kaineit
Kaineit (Kai-Neit; Neit = božica rata) je bila egipatska kraljica supruga iz 1. dinastije, žena faraona Dena, te je s njim pokopana u Umm el-Qa'abu. Njezino se ime nalazi na steli podignutoj kod pogrebnog kompleksa. Natpis spominje da je nju zarobio "kralj Semti" (Den). Zato je moguće da je ona bila neka strana žena koju je Den zarobio, ili je bila princeza koju je Den oženio radi diplomatskih odnosa, što je moguće jer je Den vodio ratove s Azijcima.